# روجيه شوتز
روجيه لويس شوتز Roger Louis Shutz أو "الأخ روجيه"،هو مؤسس جماعة تيزيه وهي جماعة رهبانية مسكونية تجمع بين البروتستانت والكاثوليك والأرثوذكس وذلك في عام 1942 م، وكانت قرية تيزيه Taizé الواقعة شرقي فرنسا في إقليم بورغونيا هي مركز تلك الجماعة، يؤم تلك القرية سنويا آلاف الشباب لغرض الصلاة وبسبب النشاطات الروحية الفريدة التي تقيمها جماعة تيزيه.

## نشأته
ولد روجيه شوتز في 12 مايو/أيار عام 1915 م في سويسرا في عائلة بروتستانتية، عندما بلغ سن الشباب بدء بدراسة اللاهوت في مدينة لوزان بتشجيع من والده، وعندما أتم الـ 25 أراد أن يحقق حلمه بأن يعيش حياة الرهبان البسطاء على الرغم من عدم اعتراف الكنائس البروتستانتية بالرهبنة وهكذا اختار بدء مشواره في قرية تيزيه الفرنسية عام 1940 م في أثناء اشتعال العالم بأسره بنار الحرب العالمية الثانية.
كان شوتز قد تلقن من والده إرث كنيسته البروتستانتية وثقافتها الكتابية، ومن جدته لأمه الروحانية والتي كانت على الرغم من أنها بروتستانتية تتردد إلى الكنيسة الكاثوليكية، فكان لذلك أثر عميق على روجيه الذي تعلم من جدته روح التقارب بين الفرق المسيحية المختلفة، كما تأثر أيضا بدراسته لآراء مفكرين كاثوليك أمثال هنري دي لوباك (اللاهوتي اليسوعي الذي أصبح كاردينالا) وبول كوتوريه الدومينيكي، وعلى وجه الخصوص تأثر بالبابا بيوحنا الثالث والعشرين والذي أصبح لاحقا صديقا حميما له.

## مركز تيزيه المسكوني

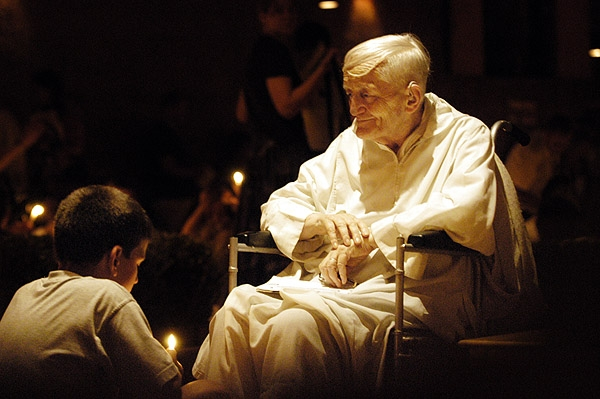
روجيه في كنيسة تيزيه أثناء الصلاة 2003 م

التحق بروجيه في مشروعه الناشئ اللاهوتي ماكس توريان والمهندس الزراعي بيير سوفران، وبدأ الثلاثة بعد انتهاء الحرب بتحويل تيزيه إلى مركز رهبانيتهم، حيث عاشوا وهم من خلفية بروتستانتية على طريقة الحياة الرهبانية البندكتانية، وفي عام 1949 م أصبح عددهم سبعة ودعوا أنفسهم بالإخوة، وسمح السفير الفاتيكان في فرنسا آنذاك لتلك المجموعة باستخدام كنيسة قرية تيزيه الكاثوليكية للصلاة وكان اسم ذلك السفير أنجيلو رونكالي والذي أصبح بعد عشرة أعوام يوحنا الثالث والعشرين والذي كان دائما من أقوى مناصري مشروع تيزيه.
وفي عام 1960 م سمح الفاتيكان للكاثوليك بالالتحاق بتلك الجماعة فأصبح بذلك جماعة تيزيه مؤسسة عالمية مسكونية لجميع المسيحيين ومرتبطة بمجلس الكنائس العالمي في جنيف، وهي في اتصال دائم مع الكنيسة الكاثوليكية ولكنها جماعة رهبانية مسيحية لاتنتمي لأي طائفة، وهي تعمل بشكل رئيسي على تعزيز روح الوحدة بين المسيحيين على اختلاف مذاهبهم، وتمكنت هذه الجماعة خلال نصف القرن الماضي من أن تكون أحد أهم المراكز الشبابية في العالم للصلاة والاحتفالات الشعبية الداعية للوحدة.
حظي روجيه باحترام ومحبة الجميع ودعي إلى حضور جلسات المجمع الفاتيكاني الثاني عام 1962 م بصفة مراقب، حيث تلقى آنذاك دعوة شخصية من البابا نفسه.
في 16 أغسطس/آب 2005 م قتل روجيه بعد أن طعنته امرأة رومانية مختلة العقل بسكين، كان يبلغ عندها 90 سنة وحدث ذلك في الكنيسة في تيزيه أثناء الصلاة بحضور 2500 من الشباب.

## الجوائز التي نالها
- جائزة تمبلتون 1974 م.
- جائزة تجار الكتب للسلام عام 1974 م.
- دكتوراه فخرية من جامعة وارسو 1986 م.
- جائزة الأونيسكو لثقافة السلام 1988 م.
- كارلس برايز من مدينة آخن الألمانية 1989 م.
- دكتوراه فخرية من جامعة لوفان الكاثوليكية في بلجيكا 1990 م.
- جائزة روبرت شومان (Robert Schuman Prizes) عام 1992 م.
- جائزة جامعة نوتردام، إنديانا الولايات المتحدة الأمريكية 1996 م.
- جائزة Dignitas Humana من جامعة القديس يوحنا في مينيسوتا الولايات المتحدة الأمريكية 2003 م.

## روابط خارجية
- روجيه شوتز على موقع مونزينجر (الألمانية)

## وصلات داخلية
- جماعة تيزيه

## وصلات خارجية ذات صلة
- جماعة تيزيه
- صور جنازة الأخ روجيه